# Priscilla Ahn
Priscilla Natalie Hartranft mais conhecida como Priscilla Ahn (Fort Stewart, 9 de março de 1984) é uma cantora e compositora americana multi-instrumentista. Atualmente ela reside em Los Angeles, embora tenha morado em Condado de Berks durante boa parte de sua vida.

## Discografia
Ao longo de sua carreira, Priscilla Ahn lançou um EP e dois álbuns oficiais.

### Álbuns de estúdio
- A Good Day, Blue Note Records, 10 de Junho de 2008.
- When You Grow Up, Blue Note Records, 3 de Maio de 2011.
- Natural Colors, 22 de junho de 2012
- This Is Where We Are, 19 de julho de 2013
- Just Know That I Love You, 16 de julho de 2014
- LA LA LA, 9 de março de 2016
- Waiting, 26 de março de 2021

### EPs e demos
- Priscilla Ahn, lançamento próprio, 2007

### Singles
- "Dream", Blue Note Records, 2008
- "I'll Never Smile Again" Blue Note Records (2009)
- "I Am Strong" by Tiesto featuring vocals by Priscilla Ahn (2009)

### Videoclipes
- "Dream"
- "Red Cape"
- "Vibe So Hot"
- "I Don't Have Time To Love"
- "When You Grow Up"
- "Torch Song"

## Clipes
- Dream[2]